# Clube dos Lunáticos
Clube dos Lunáticos, também depreciativamente conhecidos por rotos, foi a designação dada aos grupos de elementos dos partidos tradicionais do rotativismo português que se uniram às forças políticas radicais que rejeitavam aquele sistema. O epíteto de rotos ou clube de lunático deveu-se às suas aspirações de reforma do sistema político serem consideradas utópicas e desligadas da realidade.
Apesar disso, as forças radicais, em geral marginalizadas e consideradas sem influência, tinham uma popularidade apreciável nas zonas urbanas, o que levou os lunáticos a assumirem um inesperado protagonismo na vida política portuguesa. Da fusão dos diversos núcleos nasceu um novo partido, o Partido Popular, que mais tarde ficou a ser conhecido como Partido Reformista.